# Емпірей

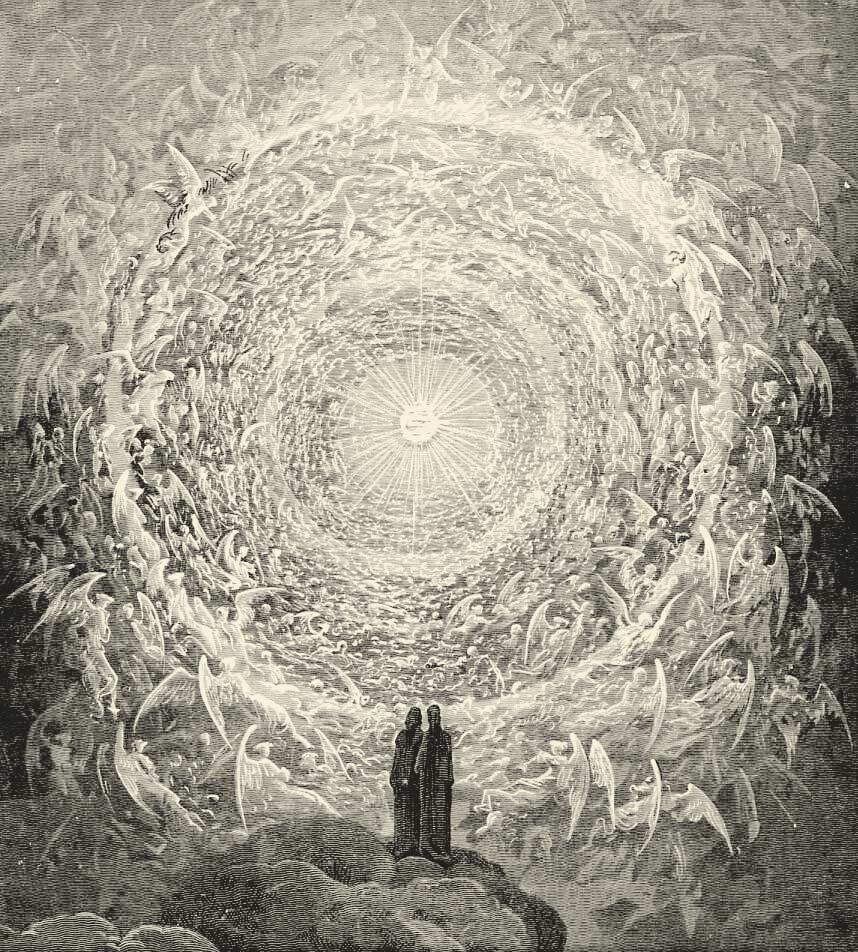
Ілюстрація Гюстава Доре

Емпіре́й (від дав.-гр. ἔμπυρος — вогняний) — в античній натурфілософії одна з верхніх частин небес, сповнена вогнем.
У схоластиці Томи Аквінського емпірей (Empyreum) — це визначальне світле й полум'яне небо (caelum igneum ), що з'явилося в перший день Творіння. Згадуючи це небо Тома посилається на Страбона. Емпірей населений янголами і протиставлений нижчому зоряному небу (caelum sidereum), створеному у наступні часи.

## В літературі
В «Божественній комедії» Данте Аліґ'єрі, емпірей — нескінченна небесна область, населена душами блаженних, що споглядають Бога.